# Баро, Ромариу
Рома́риу Мануэ́л Си́лва Баро́ (порт. Romário Manuel Silva Baró; родился 25 января 2000 года в Бисау, Гвинея-Бисау) — португальский футболист, полузащитник клуба «Порту».

## Клубная карьера
Баро — воспитанник клубов «Спортинг» и «Порту». Для получения игровой практики Ромариу начал выступать за дублирующий состав последнего. 21 января 2018 года в матче против «Ароки» он дебютировал в Сегунда лиге. 7 августа 2019 года в отборочном поединке Лиги чемпионов против российского «Краснодара» Рамариу дебютировал за основной состав. 17 августа в матче против «Витории Сетубал» он дебютировал в Сангриш лиге.